# Fierzë, Elbasan
Fierzë, Elbasan là một xã trong quận Elbasan thuộc hạt Elbasan, Albania. Dân số năm 2005 là 3160 người.